# Isaac S. Pennybacker
Isaac S. Pennybacker (New Market, 1805. szeptember 3. – Washington, 1847. január 12.) az Amerikai Egyesült Államok szenátora (Virginia, 1845–1847).